# Ernesto Viéitez Cortizo
Ernesto Viéitez Cortizo (Pontevedra, 28 de agosto de 1921 - ídem., 21 de septiembre de 2013) fue un profesor, farmacéutico y político español, profesor e investigador en el área de la fisiología vegetal.
Fue alcalde de Santiago de Compostela por Alianza Popular entre 1986 y 1987.

## Biografía
Se licenció en Farmacia en la Universidad de Santiago de Compostela (USC), doctorándose en la por aquel entonces llamada Universidad Central de Madrid, actualmente Universidad Complutense de Madrid (UCM).
Investigador y, después, profesor de Investigación y consejero de número del CSIC, fue jefe de la a Sección de Fisiología Vegetal de la Misión Biológica de Galicia (1951-1963), miembro del Consejo Internacional del Castaño (1953), director del Instituto de Investigaciones Geológicas, Edafológicas y Agrobiológicas de Galicia (1963-84) y director del Instituto de Orientación y Asistencia Técnica de Galicia (1964-70).
Catedrático de Fisiología Vegetal de la Facultad de Farmacia de la Universidad de Santiago desde (1967), pasó, por concurso de traslado a la de Ciencias de la misma universidad, donde fue catedrático de Biología (1966) y de Fisiología Vegetal (1971), siendo decano de la de Ciencias (1975-766) y de la nueva Facultad de Biología (1978-1982).
Fue presidente de la Sociedad Española de Fisiología Vegetal (1976-1981), miembro del Consejo Ejecutivo de la Federation European of Society of Plant Physiology (1977-1978) y, Presidente de la Real Academia Galega de Ciencias.
Viéitez Cortizo trabajó en diferentes centros científicos extranjeros (ingleses, estadounidenses, portugueses) y participó en numerosos congresos científicos.
Además era miembro de varias sociedades científicas españolas y extranjeras:
- Sociedad Española de Suelo
- Scandinavian Society of Plant Physiology
- American Society of Plant Physiologists
- Sociedad Española para el Estudio de los Pastos
- Sociedad Internacional de la Ciencia de Suelo
- American Institute of Biological Sciences
- International Plant Growth Substances
- Sociedad Española de Fisiolgía Vegetal
- International Plant Propagators’
- Ferderation European of Societies of Plant Physiology
- Kung.Fysiografiska Sallskapet Lund

## Libros
- Los reguladores del crecimiento en las plantas: su impacto en la agricultura. Santiago, Universidad de Santiago, 1984. ISBN 84-7191-339-9
- Estudios sobre la producción de pastos en la provincia de Pontevedra (en colaboración co Ramón Fábregas Lorenzo). Pontevedra, Diputación Provincial, 1977. ISBN 84-500-1974-5
- El castaño (en colabroración con F. J. Viéitez Madriñán e Mª. L. Viéitez Madriñán), León, Eduilesa, 1996. ISBN 84-8012-134-3
- O Castiñeiro: bioloxía e patoloxía (en colabroración con F. J. Viéitez Madriñán e Mª. L. Viéitez Madriñán). Santiago, Consello da Cultura Galega, 1999. ISBN 84-49541508-9
- A Natureza ameazada (editor, con X. M. Rey Salgado). Santiago, Consello da Cultura Galega, 2005. ISBN 84-95415-97-6

## Principales investigaciones
Intervino, como investigador principal y/o director, entre otros, en los siguientes proyectos de investigación:
- Plan de defensa y regeneración de castaño en España (1954-1965)
- Mejora de la alimentación del ganado vacuno y de la producción de pastos en Galicia (1958-1963)
- Aislamiento e identificación de las hormonas vegetales asociadas con la formación de raíces y callo en los esquejes leñosos (1962-1967)
- Estudio de la transformación de brezales en pastizales y praderas en Galicia (1964-1967)
- Proyecto de transformación de brezales de Galicia en Pastizales (1976-1979)
- Identificación y propagación de castaños reistentes (1979-1983)

Publicó unos 130 trabajos de investigación en diferentes revistas científicas (Ana. Edaf. Fis. Veg., Ana. Jar. Bot., Ana. Real Acad. Farm., Anal. Efad. Agrob., Phytochem, Bol. Acad, Gall. Cien., Hort. Science, Jour. Hort. Science, etc.)
Dirigió unas 25 tesis de doctorado y unas 100 de licenciatura.

## Premios y honores
- Premio Extraordinario de Doctorado (1946)
- Premio de la Real Academia de Farmacia (1946)
- Premio Juan de la Cierva (1947)
- Premio Alonso de Herrera (1954)
- Premio del Departamento de Agricultura de los Estados Unidos (1957)
- Premio de Investigación de la Diputación de Pontevedra (1972), (1974) e (1976)
- Premio de Investigación de la Xunta de Galicia (1992)
- Encomienda de la Orden de Alfonso X el Sabio.
- Medalla de Plata al Mérito Deportivo.
- Cruz del Mérito Naval de 1ª clase.